# Всенародное голосование о независимости Монголии
Всенародное голосование о независимости Монголии было проведёно 20 октября 1945 года. Оно стало результатом переговоров Советского Союза и Китайской Республики, на которых Китай заявил, что признает независимость Монгольской Народной Республики при проведении плебисцита.

## Предыстория
Фактически Монголия обрела независимость в 1911 году, но не получила международного признания. В 1919 году Китай ввёл войска на территорию самопровозглашенной Монголии, но спустя 2 года войска барон Унгерна изгнали китайские войска из страны. В 1921 году Красная Армия и монгольские коммунисты разбили войска Р. фон Унгерна. До конца Второй мировой войны СССР был единственным государством, признавшим независимость страны.

## Результаты
По итогам голосования за проголосовало 100 % избирателей, пришедших на выборы.
| Варианты                               | Голоса  | %       |
| -------------------------------------- | ------- | ------- |
| За                                     | 487 409 | 100 %   |
| Против                                 | 0       | 0 %     |
| Недействительные/испорченные бюллетени | 0       | 0 %     |
| Все                                    | 487 409 | 100     |
| Всего избирателей/Явка                 | 494 960 | 98,47 % |
| Источник                               |         |         |

## Последствия
5 января китайское правительство признало независимость Монголии, 14 февраля были установлены дипломатические отношения. После победы коммунистов в гражданской войне, 6 октября 1949 года были установлены дипломатические отношения между МНР и Китаем. Позже Монголия добилась международного признания во многом при помощи СССР.
Китайская Республика (Тайвань) признала независимость Монголии 26 февраля 2002 года.